# Fanals de la Plaça Reial
Els Fanals de la Plaça Reial de Barcelona són una obra d'Antoni Gaudí, catalogada com a bé cultural d'interès local.

## Història i descripció
Pel que sembla, l'Ajuntament de Barcelona encarregà uns fanals per a la Plaça Reial a Jaume Serra i Gibert, qui treballà sovint amb Joan Martorell i Montells, però aquell morí el 1877. Segons els estudiosos, Martorell aconseguí que l'encàrrec es fes a Gaudí, que tot just acabada la carrera el 1878, treballava per a Josep Fontserè en la reixa d'entrada del Parc de la Ciutadella. El juny d'aquest any, Gaudí redactà una extensa memòria descriptiva, un dibuix aquarel·lat i un model de guix, on es proposaven dos tipus de fanals, un de tres i l'altre de sis braços, amb els corresponents llums de gas. Ambdós models tenien una base de pedra que sosté una columna de forja i bronze i un original coronament.

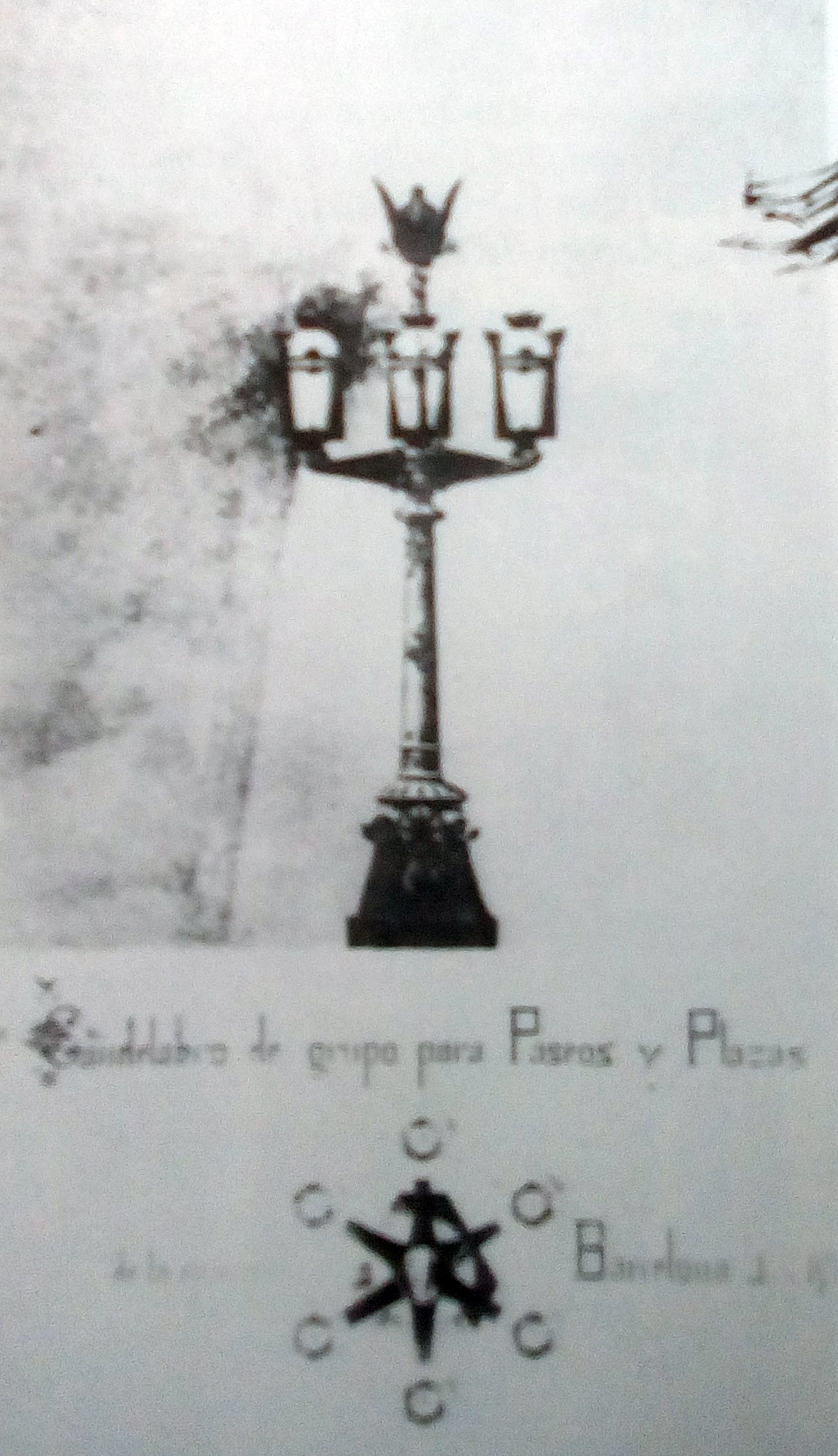
Disseny de Gaudí

El 14 de gener del 1879 es van inaugurar dos fanals de sis braços a banda i banda de la Font de les Tres Gràcies. A la unió entre la base i la columna hi ha tres medallons decorats amb motius vegetals i una forma de «V», pintats de vermell. Al fust hi ha l'escut de la ciutat, i els braços en surten a dos nivells diferents (segons Cirici, imitant els troncs d'un arbre). Els llums de vidre, protegits a la part superior per un casquet semiesfèric de ferro, són a l'extrem de cada braç, de forma perpendicular. Per sobre dels llums, la columna es corona amb un casc alat, símbol del déu romà Mercuri, protector del comerç, així com dues serps enroscades al braç central, que Mercuri va separar pacíficament amb el caduceu.
Els de tres braços foren col·locats el 1890 al Pla de Palau, davant de l'antiga Duana de Barcelona.
El 1965, els fanals van ser restaurats per Cèsar Martinell i novament el 1982 durant la reforma de la plaça, sense recuperar les policromies brillants del casc i les serps.